# Leptotarsus (Aurotipula) subtener
Leptotarsus (Aurotipula) subtener is een tweevleugelige uit de familie langpootmuggen (Tipulidae). De soort komt voor in het Australaziatisch gebied.